# Альвера, Нелла
Не́лла Альве́ра (итал. Nella Alverà; род. 9 декабря 1930, Кортина-д’Ампеццо, Венеция) — итальянская кёрлингистка.
В составе женской сборной Италии участница пяти чемпионатов мира (лучший результат — пятое место в 1980) и пяти чемпионатов Европы (лучший результат — серебряные призёры в 1982).
Играла в основном на позиции второго, на нескольких чемпионатах была скипом команды.

## Достижения
- Чемпионат Европы по кёрлингу: серебро (1982).

## Команды
| Сезон   | Четвёртый                | Третий                   | Второй          | Первый              | Турниры                              |
| ------- | ------------------------ | ------------------------ | --------------- | ------------------- | ------------------------------------ |
| 1975—76 | Нелла Альвера            | Мария-Грация Константини | Марина Павани   | Теа Вальт           | ЧЕ 1975 (6 место)                    |
| 1978—79 | Нелла Альвера            | Паола Дзардини           | Лидия Каваллини | Лоредана Да Джау    | ЧМ 1979 (10 место)                   |
| 1979—80 | Мария-Грация Константини | Нелла Альвера            | Марина Павани   | Энн Лачеделли       | ЧМ 1980 (5 место)                    |
| 1982—83 | Мария-Грация Константини | Энн Лачеделли            | Нелла Альвера   | Анджела Константини | ЧЕ 1982 · ЧМ 1983 (9 место)          |
| 1983—84 | Мария-Грация Константини | Теа Вальт                | Нелла Альвера   | Анджела Константини | ЧЕ 1983 (9 место) ЧМ 1984 (10 место) |
| 1984—85 | Мария-Грация Константини | Теа Вальт                | Нелла Альвера   | Анджела Константини | ЧЕ 1984 (4 место) ЧМ 1985 (10 место) |
| 1985—86 | Мария-Грация Константини | Анджела Константини      | Теа Вальт       | Нелла Альвера       | ЧЕ 1985 (8 место)                    |

(скипы выделены полужирным шрифтом)